# Fronteira Montenegro–Sérvia
A fronteira entre a Montenegro e Sérvia é uma linha sinuosa de 203 km no sentido norte-sul, a leste de Montenegro, que separa o país do território da Sérvia. No norte faz tríplice fronteira com a Bósnia e Herzegovina e no sul, já em Kosovo (ainda hoje Sérvia), fronteira tríplice com a Albânia. Foi oficializada em 2006 com a independência de Montenegro, que se separou da Sérvia.
Separa as províncias montenegrinas de Pljvelja, Bijelo-Polje, Berano, Rosaje da região Kosovo e Metohia da Sérvia. Há rodovias ligando os países em:
- Pljvelja (Montenegro) - Priboj (Sérvia)
- Bijelo-Polje (Montenegro) - Prijapolje (Sérvia). Nesse trajeto há também ferrovia.
- Ivangrad (Montenegro) - Kosovo, no sul da Sérvia